# Attila Petschauer
Attila Petschauer, född 14 december 1904 i Budapest, död 20 januari 1943, var en ungersk fäktare.
Petschauer blev olympisk guldmedaljör i sabel vid sommarspelen 1928 i Amsterdam och vid sommarspelen 1932 i Los Angeles.